# И Сылин
И Сыли́н (кит. упр. 易思玲, пиньинь Yì Sīlíng, род.6 мая 1989 года) — китайский стрелок, олимпийская чемпионка.

## Биография
И Сылин родилась в 1989 году в уезде Гуйян округа Чэньчжоу провинции Хунань. В 2002 году, по окончании начальной школы, поступила в специализированную спортивную школу, где в итоге стала специализироваться на стрельбе. В 2004 году её пригласило Чжухайское спортивное бюро (珠海体育局) провинции Гуандун. С 2007 года она стала тренироваться в составе Хуанцуньской команды провинции Гуандун, в 2008 году вошла в национальную сборную.
Уже в 2006 году И Сылин завоевала золотую медаль национального первенства. В 2008 году она вновь стала национальным чемпионом, в 2009-м завоевала золотую медаль 11-й Спартакиады народов КНР и заняла 2-е место на 5-х Восточноазиатских играх. В 2010 году И Сылин завоевала золотую медаль Чемпионата мира.
В 2012 году И Сылин завоевала золотую медаль Олимпийских игр.